# BN7船団
BN7船団は、第二次世界大戦時の連合国の船団の一つ。紅海を北に向かう船団であり、1940年10月19日にボンベイを出発し、10月26日にスエズに到着した。船団が紅海のマッサワ沖を航行中であった10月20日から21日に夜にイタリア海軍の駆逐艦ナザリオ・サウロ、フランチェスコ・ヌーロ、パンテーラ、レオーネが船団攻撃を試み、護衛艦艇との間で海戦が発生した。このとき、船団の護衛は軽巡洋艦リアンダー、駆逐艦キンバリー、スループオークランド、インダス、ヤラ、掃海艇ダービー (Derby)、ハントレー (Huntley) であり、船団には32隻の商船が含まれていた。戦闘の結果、フランチェスコ・ヌーロが沈み、キンバリーが損傷した。

## 紅海の状況
イタリアの第二次世界大戦参戦時、イタリア領東アフリカのマッサワには7隻の駆逐艦、8隻の潜水艦などが配備されていた。しかし、参戦後2週間でイタリアは4隻の潜水艦を失っていた。
紅海は重要な交通路であり、イタリア参戦の情報をつかむとイギリス海軍は紅海の戦力を増強した。また、商船も船団を組んで航行するようになった。イタリア軍はその船団に対し攻撃を試みたが、潜水艦や航空機が若干の損害を与えたのみであり、水上部隊は船団を捕捉出来ずにいた。

## 海戦前
10月19日午後、ペリム島近海でイタリア軍機1機が船団に対して爆撃を行った。また、20日朝にも4機の爆撃機が船団を攻撃した。しかし、これらの攻撃による船団の損害はなかった。
10月20日夕方、船団発見の報告を受けてイタリア駆逐艦ナザリオ・サウロ、フランチェスコ・ヌーロ、パンテラ、レオーネが出撃した。イタリア軍の計画は、パンテラとレオーネが護衛を引き付けている隙にナザリオ・サウロとフランチェスコ・ヌーロが船団を攻撃するというものであった。

## 海戦
10月20日23時21分にイタリア駆逐艦パンテラは煙を発見した。パンテラとレオーネはそれに接近した。接近するイタリア駆逐艦を発見したヤラの誰何に対し、イタリア駆逐艦は魚雷を発射した。イタリア側は2本の魚雷が命中したと主張したが、実際はすべて外れた。続いてイタリア駆逐艦2隻は、ヤラおよびオークランドと砲火を交わし、その後任務を達成したと判断して撤収した。
砲火が止んだあと撤退するイタリア駆逐艦の攻撃に向かったリアンダーは、船団攻撃に向かっていたイタリア駆逐艦ナザリオ・サウロ、フランチェスコ・ヌーロと遭遇した。リアンダーは短時間砲撃を行い、またナザリオ・サウロも魚雷1本を発射した。このあと、ナザリオ・サウロは再度船団攻撃を試み、魚雷を発射したが命中しなかった。
一方、フランチェスコ・ヌーロは舵が一時的に動かなくなり、ナザリオ・サウロと離れてしまった。10月21日2時20分、フランチェスコ・ヌーロはリアンダーに発見された。リアンダーからの砲撃で被弾損傷したフランチェスコ・ヌーロは北西へ向けて逃走を開始した。リアンダーはフランチェスコ・ヌーロを追跡したが、途中で追跡をキンバリーに引継ぎ船団に戻った。
5時40分にキンバリーはフランチェスコ・ヌーロを捉え、5時53分（55分）に砲撃を開始した。フランチェスコ・ヌーロも反撃したが、命中弾を受けて停止した。キンバリーはフランチェスコ・ヌーロを沈めるため魚雷を発射。1本目は外れたが、2本目が命中しフランチェスコ・ヌーロは沈んだ。
フランチェスコ・ヌーロ撃沈後、キンバリーはハーミル島の砲台を攻撃した。砲台はフランチェスコ・ヌーロ沈没より前の6時15分から戦闘に加わっていたが、ここに来て命中弾を出した。キンバリーは機関室に命中段を受けて一時的に航行不能となった。15ノットで航行できるようになるとキンバリーはハーミル島沖を離れたが、それから再び航行不能となった。キンバリーは救援に来たリアンダーによって曳航されて船団に戻り、途中からは駆逐艦キングストンにより曳航されてポートスーダンに着きそこで修理を受けた。
この海戦のあとは船団に対する攻撃はなかった。

## その後
この後もイタリア海軍は船団に対する攻撃を試みるが戦果はなく、1941年4月のマッサワ陥落で紅海のイタリア海軍戦力は壊滅した。